# 自然連結感
自然连結感（英語：Nature connectedness）是指個體將自然視作為其身份中一部分的程度。自然連結包括對自然及其構成的接納，甚至是那些令人不愉悅的自然現象、狀態或情況。自然連結感與人格特質有一些類似的特徵，包括在長期、各種不同情況下，通常都是穩定不變的。

## 結構組成
自然連結感作為一種結構，也被稱為自然相關性（Nature relatedness）、自然連結性（Connectivity with nature），自然情感親和力（Emotional affinity toward nature）或是自我自然包含性（Inclusion of nature in self）。Schultz指出，自然連結的結構有三個組成部分：
- 认知組成：是自然連結感的核心，指人與自然的合一。
- 情感組成：是個人對自然的關懷。
- 行為組成：是個人保護自然環境的承諾。

這三個組成部分構成了自然連結感，並是人與自然保持健康關係的必要條件。如果一個人感覺自己與大自然有連結，他可能會花時間在其中，也更可能產生關心自然的傾向，並進而去保護環境。最近的研究也指出，與自然接觸、浸淫在自然環境中可以為人類提供了許多益處，例如幸福感。
有些其他的研究者以更簡單的方式描述了自然連結感的構造，例如：自然連結感可以被認為是對自然的熱愛（也被稱為對自然的情感親和力）；也可以被定義為一個人認為自己與自然相同的程度（更具體地說就是一個人與自然的聯繫）；或是可以被認為是透過簡單的情緒感覺與自然連結。